# Viagem intergaláctica

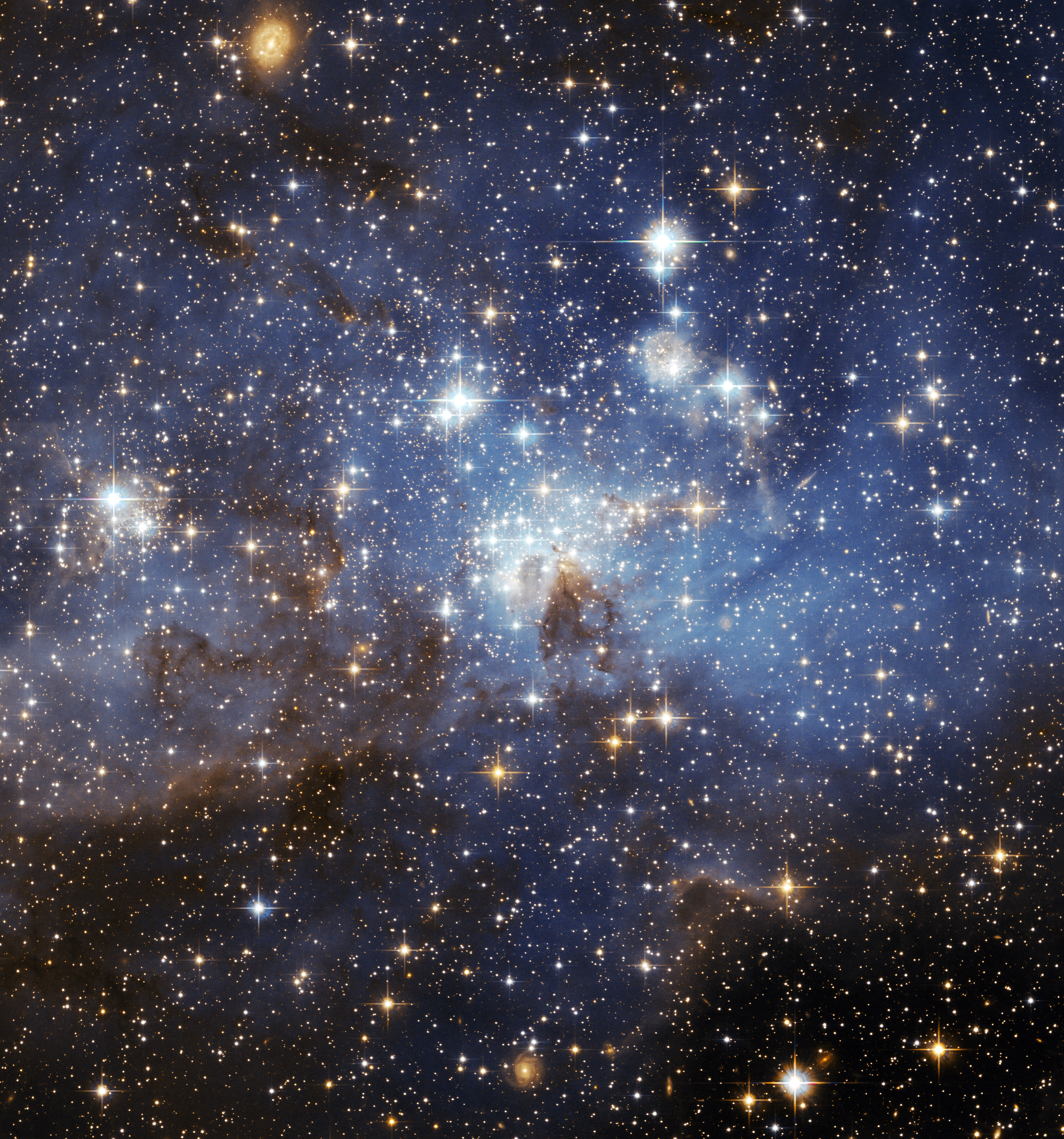
Estrelas na Grande Nuvem de Magalhães, uma Galáxia anã. Na distância de 160,000 anos-luz, o LMC é a terceira galáxia mais próxima da Via Láctea.

Viagem intergaláctica é a viagem espacial entre duas galáxias. Devido as enormes distâncias entre a Via Láctea, nossa galáxia, e suas vizinhas mais próximas – centenas de milhares de milhões - tal empreendimento seria muito mais exigente em termos tecnológicos do que até mesmo a viagem interestelar. Distâncias intergalácticas são mais ou menos um dobro de cem mil (cinco ordens de magnitude) maior do que os seus homólogos interestelares.
A tecnologia requerida para a viagem entre galáxias está além da presente capacidade humana, e atualmente é objeto de especulação, hipótese e ficção científica.
Entretanto, cientificamente falando, nada indica que a viagem intergaláctica seja impossível. Há, de fato, vários métodos possíveis de fazê-lo; até à data não foram algumas pessoas que estudaram viagem intergaláctica de uma forma séria.

## As dificuldades da viagem intergaláctica

### Distâncias colossais
Devido ao tamanho das distâncias envolvidas qualquer tentativa séria de viajar entre galáxias exigiria métodos de propulsão muito além do que atualmente se pensa ser possível, a fim de trazer uma grande nave perto da velocidade da luz.

### Limite da velocidade da luz
De acordo com o que atualmente se entende da física, um objeto no espaço-tempo não pode exceder a velocidade da luz, que condena qualquer tentativa de viajar para outras galáxias a uma viagem que duraria milhões de anos terrestres via padrões tradicionais.

### Navegação
Outra dificuldade seria navegar a nave espacial para a galáxia alvo e ter sucesso em chegar a uma estrela escolhida, planeta ou outro corpo, pois isso exigiria uma plena compreensão do movimento de galáxias que ainda não foi alcançado.

### Comunicação
Há também o problema considerável, mesmo para sondas não tripuladas, de que qualquer comunicação entre a embarcação e o seu planeta natal ainda só pode viajar à velocidade da luz, o que pode exigir milhões de anos para percorrer as distâncias colossais envolvidas. Mesmo que outra galáxia possa ser alcançada, não parece haver nenhuma maneira para que a informação seja transmitida para casa de qualquer maneira significativa. A única maneira possível e rápida de comunicação seria mais rápido do que a luz, como a comunicação através de um buraco de minhoca transversável.

### Viagem só de ida
A medida que o tempo necessário para viajar para galáxias próximas da Via Láctea parece ultrapassar o tempo de vida humano por extremas ordens de magnitude, qualquer viagem tripulada significaria que os seres humanos embarcariam sem voltar para a Terra vivos, mas também não viveriam para chegar a seu destino. Uma solução poderia ser uma Nave geracional, mas essa ideia coloca problemas técnicos (e éticos) a seu respeito.

## Galáxias mais próximas
A nossa galáxia, a Via Láctea, está dentro de um grupo de galáxias chamado Grupo Local. Os dois diagramas abaixo mostram a parte dela que está dentro de 500 mil anos-luz, e todo o Grupo Local.

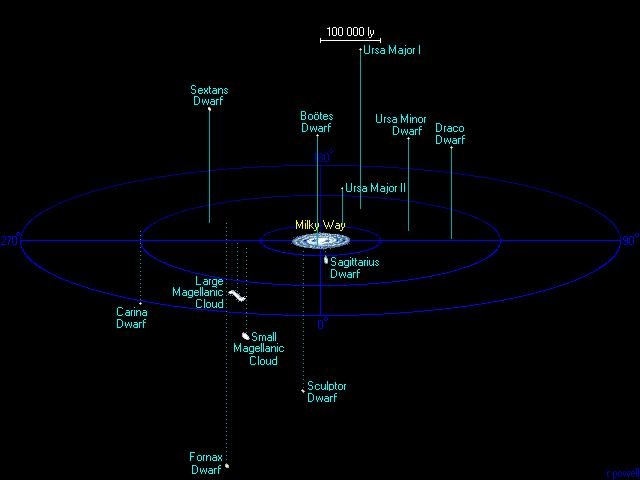
Diagrama das galáxias satélites da Via Láctea, e a Terra na sua galáxia.

Diagrama do Grupo Local.

## Métodos possíveis

### Estações de caminho—estrelas intergalácticas
Espaço entre as galáxias não está vazio, mas contém estrelas intergalácticas. Um estudo sugere que, pelo menos, 0,05% de todas as estrelas são essas "estrelas desonestas". Um estudo recente sugere que metade de todas as estrelas são intergalácticas.  Estas podem ser usadas como estações entre galáxias numa forma de "ilha em ilha".

### Viagens de extrema-longa duração
Viagens a outras galáxias na velocidade sub-luz requiriria um tempo de centenas de milhares de milhões de anos. Até a data nenhum projeto desse tipo foi feito. 
O problema principal é a engenharia da nave se manter funcional por períodos de tempo geológicos. Tal instrumento nunca foi projetado ou construído antes para alcançar esse grau de durabilidade. A nave precisaria de partes feitas para durar bastante; ou talvez teria a habilidade de realizar a manutenção e reparar a si mesma, construindo seus componentes; ou alguma combinação dos mesmos. Talvez ela funcionaria com inteligência artificial, programada para manter a nave e seus passageiros e pilotar remotamente até o destino.

### Estrelas de hipervelocidade
Teorizado em 1988, e observado em 2005, são estrelas que se movem rápido o suficiente para alcançar a Velocidade de escape da Via Láctea, viajando para o espaço intergaláctico. Tem várias teorias sobre sua existência. Um dos mecanismos é que o Buraco negro supermassivo no centro da Via Láctea ejeta estrelas da galáxia a cerca de milhares de milhões de anos. Outro mecanismo teorizado é a explosão de uma supernova num sistema binário.
Essas estrelas viajam na velocidade de 3 mil km/s. Entretanto, recentemente (novembro de 2014) estrelas que vão a uma fração da velocidade da luz foram postuladas, baseadas em métodos numéricos. 
Os chamados Semi-Relativistic Hypervelocity Stars pelos autores, seriam as ejetadas pela fusão de buracos negros supermassivos durante a colisão de duas galáxias. E, os autores pensam, será detectável por futuros telescópios.
Estes poderiam ser usadas para por em órbita em torno dele e esperar.

### Motores estelares
Outra proposta é artificialmente propelir uma estrela em direção a outra galáxia. 

### Dilatação temporal
Enquanto a luz leva 2.54 milhões de anos para atravessar o espaço entre a Terra e, por exemplo, a Galáxia de Andrômeda, seria necessário uma quantidade muito menor de tempo, do ponto de vista de um viajante no perto da velocidade da luz, devido aos efeitos da dilatação do tempo; o tempo experimentado pelo viajante em função tanto da velocidade (nada menos do que a velocidade da luz) e distância percorrida (contração de comprimento). Viagens intergaláticas para seres humanos são, portanto, possíveis, em teoria, a partir do ponto de vista do viajante.

### Possíveis métodos mais rápidos que a luz
O Alcubierre drive é um dos único]s viáveis, embora altamente hipotéticos, conceitos que sejam capaz de impulsionar uma espaçonave a velocidades mais rápidas que a luz. (A espaçonave por si mesma não se move mais rápido que a luz, mas o espaço ao seu redor sim). Essa teoria tornaria prática a viagem intergaláctica. Só que não se conhece um caminho para criar uma distorção espacial que faça o conceito funcionar, mas as equações métricas cumprem com a relatividade e o limite da velocidade da luz. Outra possibilidade seria viajar por um buraco de minhoca transversável.
- Este artigo foi inicialmente traduzido, total ou parcialmente, do artigo da Wikipédia em inglês cujo título é «Intergalactic travel».